# Mistrzostwa świata w hokeju in-line
Mistrzostwa świata w hokeju in-line (ang. Inline Hockey World Championships) – międzynarodowy turniej hokeju in-line organizowany przez dwie organizacje: Międzynarodową Federację Hokeja na Lodzie (IIHF) i World Skate (do września 2017 przez Międzynarodową Federację Sportów Wrotkarskich (FIRS). IIHF organizuje mistrzostwa świata tylko dla męskich reprezentacji narodowych od 1996. Natomiast World Skate (wcześniej FIRS), organizuje mistrzostwa świata dla mężczyzn, kobiet, juniorów, juniorów i seniorów od 1995 roku.
Mistrzostwa odbywają się co roku (IIHF w 2015 zmieniła częstotliwość na dwa lata). Najwięcej tytułów mistrzowskich zdobyła męska i żeńska reprezentacja Stanów Zjednoczonych.

## Mężczyźni (IIHF)

### Wyniki
| Rok                                               | Organizator                      | T |  | Zwycięzca         | II miejsce        | III miejsce       |  | Uwagi        |
| Mistrzostwa świata IIHF w hokeju in-line mężczyzn |                                  |   |  |                   |                   |                   |  |              |
| 1996                                              | Minneapolis-St. Paul (USA)       | 1 |  | Stany Zjednoczone | Kanada            | Finlandia         |  | 11 drużyn    |
| 1997                                              | Anaheim (USA)                    | 2 |  | Stany Zjednoczone | Kanada            | Szwajcaria        |  | 12 drużyn    |
| 1998                                              | Anaheim (USA)                    | 1 |  | Kanada            | Stany Zjednoczone | Finlandia         |  | 8 + 8 drużyn |
| 2000                                              | Hradec Králové-Choceň (Czechy)   | 1 |  | Finlandia         | Czechy            | Stany Zjednoczone |  | 14 drużyn    |
| 2001                                              | Ellenton (USA)                   | 1 |  | Finlandia         | Stany Zjednoczone | Czechy            |  | 12 drużyn    |
| 2002                                              | Norymberga-Pfaffenhofen (Niemcy) | 1 |  | Szwecja           | Finlandia         | Niemcy            |  | 16 drużyn    |
| 2003                                              | Norymberga-Amberg (Niemcy)       | 1 |  | Finlandia         | Szwecja           | Stany Zjednoczone |  | 8 + 8 drużyn |
| 2004                                              | Bad Tölz (Niemcy)                | 3 |  | Stany Zjednoczone | Finlandia         | Szwecja           |  | 8 + 8 drużyn |
| 2005                                              | Kuopio (Finlandia)               | 1 |  | Szwecja           | Finlandia         | Stany Zjednoczone |  | 8 + 8 drużyn |
| 2006                                              | Budapeszt (Węgry)                | 4 |  | Stany Zjednoczone | Szwecja           | Finlandia         |  | 8 + 8 drużyn |
| 2007                                              | Landshut-Pasawa (Niemcy)         | 1 |  | Szwecja           | Finlandia         | Niemcy            |  | 8 + 8 drużyn |
| 2008                                              | Bratysława (Słowacja)            | 1 |  | Szwecja           | Słowacja          | Niemcy            |  | 8 + 8 drużyn |
| 2009                                              | Ingolstadt (Niemcy)              | 1 |  | Szwecja           | Stany Zjednoczone | Niemcy            |  | 8 + 8 drużyn |
| 2010                                              | Karlstad (Szwecja)               | 5 |  | Stany Zjednoczone | Czechy            | Szwecja           |  | 8 + 8 drużyn |
| 2011                                              | Pardubice (Czechy)               | 1 |  | Czechy            | Stany Zjednoczone | Kanada            |  | 8 + 8 drużyn |
| 2012                                              | Ingolstadt (Niemcy)              | 1 |  | Kanada            | Niemcy            | Finlandia         |  | 8 + 8 drużyn |
| 2013                                              | Drezno (Niemcy)                  | 6 |  | Stany Zjednoczone | Szwecja           | Kanada            |  | 8 + 8 drużyn |
| 2014                                              | Pardubice (Czechy)               | 1 |  | Finlandia         | Kanada            | Stany Zjednoczone |  | 8 + 8 drużyn |
| 2015                                              | Tampere (Finlandia)              | 1 |  | Kanada            | Finlandia         | Szwecja           |  | 8 + 8 drużyn |
| 2017                                              | Bratysława (Słowacja)            | 7 |  | Stany Zjednoczone | Finlandia         | Czechy            |  | 8 + 8 drużyn |
| 2019                                              | (Kanada)                         |   |  |                   |                   |                   |  | 8 + 8 drużyn |

### Klasyfikacja medalowa
W dotychczasowej historii Mistrzostw świata na podium oficjalnie stawało w sumie 8 drużyn. Liderem klasyfikacji są Stany Zjednoczone, które zdobyły złote medale mistrzostw 7 razy.
Stan na grudzień 2018.
| Lp. | Reprezentacja | Miejsca na podium | Miejsca na podium | Miejsca na podium | Zwycięskie sezony            |   |   |                                          |
| --- | ------------- | ----------------- | ----------------- | ----------------- | ---------------------------- | - | - | ---------------------------------------- |
| Lp. | Reprezentacja | 1.                | Stany Zjednoczone | 7                 | Zwycięskie sezony            | 4 | 4 | 1996, 1997, 2004, 2006, 2010, 2013, 2017 |
| 2.  | Szwecja       | 5                 | 3                 | 3                 | 2002, 2005, 2007, 2008, 2009 |   |   |                                          |
| 3.  | Finlandia     | 4                 | 6                 | 4                 | 2000, 2001, 2003, 2014       |   |   |                                          |
| 4.  | Kanada        | 3                 | 3                 | 2                 | 1998, 2012, 2015             |   |   |                                          |
| 5.  | Czechy        | 1                 | 2                 | 2                 | 2011                         |   |   |                                          |
| 6.  | Niemcy        | 0                 | 1                 | 4                 |                              |   |   |                                          |
| 7.  | Słowacja      | 0                 | 1                 | 0                 |                              |   |   |                                          |
| 8.  | Szwajcaria    | 0                 | 0                 | 1                 |                              |   |   |                                          |

## Mężczyźni (World Skate)

### Wyniki
| Rok                                               | Organizator                 | T  |  | Zwycięzca         | II miejsce        | III miejsce       |  | Uwagi     |
| Mistrzostwa świata FIRS w hokeju in-line mężczyzn |                             |    |  |                   |                   |                   |  |           |
| 1995                                              | Chicago (USA)               | 1  |  | Stany Zjednoczone | Kanada            | Finlandia         |  | 12 drużyn |
| 1996                                              | Roccaraso (Włochy)          | 2  |  | Stany Zjednoczone | Francja           | Włochy            |  | 10 drużyn |
| 1997                                              | Zell am See (Austria)       | 3  |  | Stany Zjednoczone | Kanada            | Austria           |  | 15 drużyn |
| 1998                                              | Winnipeg (Kanada)           | 4  |  | Stany Zjednoczone | Austria           | Czechy            |  | 12 drużyn |
| 1999                                              | Thun-Wichtrach (Szwajcaria) | 1  |  | Szwajcaria        | Stany Zjednoczone | Czechy            |  | 13 drużyn |
| 2000                                              | Amiens (Francja)            | 5  |  | Stany Zjednoczone | Szwajcaria        | Czechy            |  | 14 drużyn |
| 2001                                              | Torrevieja (Hiszpania)      | 6  |  | Stany Zjednoczone | Czechy            | Szwajcaria        |  | 16 drużyn |
| 2002                                              | Rochester (USA)             | 1  |  | Kanada            | Stany Zjednoczone | Czechy            |  | 9 drużyn  |
| 2003                                              | Písek (Czechy)              | 7  |  | Stany Zjednoczone | Czechy            | Kanada            |  | 15 drużyn |
| 2004                                              | London Kanada)              | 8  |  | Stany Zjednoczone | Kanada            | Włochy            |  | 15 drużyn |
| 2005                                              | Paryż (Francja)             | 9  |  | Stany Zjednoczone | Czechy            | Francja           |  | 13 drużyn |
| 2006                                              | Detroit (USA)               | 10 |  | Stany Zjednoczone | Czechy            | Kanada            |  | 13 drużyn |
| 2007                                              | Bilbao (Hiszpania)          | 1  |  | Czechy            | Szwajcaria        | Kanada            |  | 15 drużyn |
| 2008                                              | Ratingen (Niemcy)           | 11 |  | Stany Zjednoczone | Francja           | Czechy            |  | 17 drużyn |
| 2009                                              | Varese (Włochy)             | 12 |  | Stany Zjednoczone | Kanada            | Czechy            |  | 16 drużyn |
| 2010                                              | Beroun (Czechy)             | 13 |  | Stany Zjednoczone | Szwajcaria        | Czechy            |  | 14 drużyn |
| 2011                                              | Roccaraso (Włochy)          | 2  |  | Czechy            | Włochy            | Stany Zjednoczone |  | 18 drużyn |
| 2012                                              | Bucaramanga (Kolumbia)      | 14 |  | Stany Zjednoczone | Kanada            | Czechy            |  | 16 drużyn |
| 2013                                              | Huntington Beach (USA)      | 3  |  | Czechy            | Kanada            | Szwajcaria        |  | 21 drużyn |
| 2014                                              | Tuluza (Francja)            | 15 |  | Stany Zjednoczone | Czechy            | Kanada            |  | 24 drużyn |
| 2015                                              | Rosario (Argentyna)         | 4  |  | Czechy            | Francja           | Stany Zjednoczone |  | 15 drużyn |
| 2016                                              | Asiago-Roana (Włochy)       | 5  |  | Czechy            | Włochy            | Francja           |  | 23 drużyn |
| 2017                                              | Nankin (Chiny)              | 1  |  | Francja           | Włochy            | Czechy            |  | 20 drużyn |
| 2018                                              | Asiago-Roana (Włochy)       | 6  |  | Czechy            | Francja           | Szwajcaria        |  | 24 drużyn |

### Klasyfikacja medalowa
W dotychczasowej historii Mistrzostw świata na podium oficjalnie stawało w sumie 8 drużyn. Liderem klasyfikacji są Stany Zjednoczone, które zdobyły złote medale mistrzostw 15 razy.
Stan na grudzień 2018.
| Lp. | Reprezentacja | Miejsca na podium | Miejsca na podium | Miejsca na podium | Zwycięskie sezony                  |   |   |                                                                    |
| --- | ------------- | ----------------- | ----------------- | ----------------- | ---------------------------------- | - | - | ------------------------------------------------------------------ |
| Lp. | Reprezentacja | 1.                | Stany Zjednoczone | 15                | Zwycięskie sezony                  | 2 | 2 | 1995 – 1998, 2000, 2001, 2003 – 2006, 2008, 2009, 2010, 2012, 2014 |
| 2.  | Czechy        | 6                 | 5                 | 9                 | 2007, 2011, 2013, 2015, 2016, 2018 |   |   |                                                                    |
| 3.  | Kanada        | 1                 | 6                 | 4                 | 2002                               |   |   |                                                                    |
| 4.  | Francja       | 1                 | 4                 | 2                 | 2017                               |   |   |                                                                    |
| 5.  | Szwajcaria    | 1                 | 3                 | 3                 | 1999                               |   |   |                                                                    |
| 6.  | Włochy        | 0                 | 3                 | 2                 |                                    |   |   |                                                                    |
| 7.  | Austria       | 0                 | 1                 | 1                 |                                    |   |   |                                                                    |
| 8.  | Finlandia     | 0                 | 0                 | 1                 |                                    |   |   |                                                                    |

## Kobiety  (World Skate)

### Wyniki
| Rok                                             | Organizator            | T |  | Zwycięzca         | II miejsce        | III miejsce       |  | Uwagi     |
| Mistrzostwa świata FIRS w hokeju in-line kobiet |                        |   |  |                   |                   |                   |  |           |
| 2002                                            | Rochester (USA)        | 1 |  | Kanada            | Stany Zjednoczone | Australia         |  | 6 drużyn  |
| 2003                                            | Písek (Czechy)         | 1 |  | Stany Zjednoczone | Kanada            | Czechy            |  | 10 drużyn |
| 2004                                            | London Kanada)         | 2 |  | Kanada            | Stany Zjednoczone | Czechy            |  | 12 drużyn |
| 2005                                            | Paryż (Francja)        | 3 |  | Kanada            | Stany Zjednoczone | Francja           |  | 10 drużyn |
| 2006                                            | Detroit (USA)          | 2 |  | Stany Zjednoczone | Kanada            | Francja           |  | 7 drużyn  |
| 2007                                            | Bilbao (Hiszpania)     | 3 |  | Stany Zjednoczone | Czechy            | Francja           |  | 7 drużyn  |
| 2008                                            | Ratingen (Niemcy)      | 1 |  | Czechy            | Kanada            | Stany Zjednoczone |  | 10 drużyn |
| 2009                                            | Varese (Włochy)        | 4 |  | Stany Zjednoczone | Czechy            | Kanada            |  | 8 drużyn  |
| 2010                                            | Beroun (Czechy)        | 2 |  | Czechy            | Kanada            | Stany Zjednoczone |  | 8 drużyn  |
| 2011                                            | Roccaraso (Włochy)     | 5 |  | Stany Zjednoczone | Kanada            | Francja           |  | 10 drużyn |
| 2012                                            | Bucaramanga (Kolumbia) | 4 |  | Kanada            | Stany Zjednoczone | Hiszpania         |  | 9 drużyn  |
| 2013                                            | Huntington Beach (USA) | 6 |  | Stany Zjednoczone | Kanada            | Nowa Zelandia     |  | 13 drużyn |
| 2014                                            | Tuluza (Francja)       | 7 |  | Stany Zjednoczone | Kanada            | Hiszpania         |  | 16 drużyn |
| 2015                                            | Rosario (Argentyna)    | 3 |  | Czechy            | Stany Zjednoczone | Hiszpania         |  | 9 drużyn  |
| 2016                                            | Asiago-Roana (Włochy)  | 5 |  | Kanada            | Stany Zjednoczone | Francja           |  | 17 drużyn |
| 2017                                            | Nankin (Chiny)         | 8 |  | Stany Zjednoczone | Hiszpania         | Kanada            |  | 12 drużyn |
| 2018                                            | Asiago-Roana (Włochy)  | 9 |  | Stany Zjednoczone | Czechy            | Hiszpania         |  | 14 drużyn |

### Klasyfikacja medalowa
W dotychczasowej historii Mistrzostw świata na podium oficjalnie stawało w sumie 7 drużyn. Liderem klasyfikacji są Stany Zjednoczone, które zdobyły złote medale mistrzostw 9 razy.
Stan na grudzień 2018.
| Lp. | Reprezentacja | Miejsca na podium | Miejsca na podium | Miejsca na podium | Zwycięskie sezony            |   |   |                                                      |
| --- | ------------- | ----------------- | ----------------- | ----------------- | ---------------------------- | - | - | ---------------------------------------------------- |
| Lp. | Reprezentacja | 1.                | Stany Zjednoczone | 9                 | Zwycięskie sezony            | 6 | 2 | 2003, 2006, 2007, 2009, 2011, 2013, 2014, 2017, 2018 |
| 2.  | Kanada        | 5                 | 7                 | 2                 | 2002, 2004, 2005, 2012, 2016 |   |   |                                                      |
| 3.  | Czechy        | 3                 | 3                 | 2                 | 2008, 2010, 2015             |   |   |                                                      |
| 4.  | Hiszpania     | 0                 | 1                 | 4                 |                              |   |   |                                                      |
| 5.  | Francja       | 0                 | 0                 | 5                 |                              |   |   |                                                      |
| 6.  | Nowa Zelandia | 0                 | 0                 | 1                 |                              |   |   |                                                      |
| 6.  | Australia     | 0                 | 0                 | 1                 |                              |   |   |                                                      |